# Einar Jan Aas
Einar Jan Aas (ur. 12 października 1955 w Moss) – norweski piłkarz występujący na pozycji obrońcy. 

## Kariera klubowa
Aas karierę rozpoczynał w 1972 roku w drugoligowym Moss FK. W sezonie 1976 awansował z zespołem do pierwszej ligi. W sezonie 1979 wywalczył z nim wicemistrzostwo Norwegii.
Pod koniec 1979 roku Aas odszedł do niemieckiego Bayernu Monachium. W Bundeslidze zadebiutował 26 stycznia 1980 w wygranym 3:1 meczu z FC Schalke 04. 23 lutego 1980 w wygranym 3:0 pojedynku z VfL Bochum strzelił swojego jedynego gola w Bundeslidze. W sezonie 1979/1980 wywalczył z Bayernem mistrzostwo Niemiec.
Na początku 1981 roku Aas został graczem angielskiego Nottingham Forest. W Division One zadebiutował 28 marca 1981 w wygranym 2:1 spotkaniu z Norwich City. W Nottingham występował do końca sezonu 1981/1982.
Następnie wrócił do Moss FK i w sezonie 1983 zdobył z nim Puchar Norwegii. W sezonie 1985 spadł z zespołem do drugiej ligi. W sezonie 1986 awansował z nim z powrotem do pierwszej, a w sezonie 1987 wywalczył mistrzostwo Norwegii. Wówczas też zakończył karierę.

## Kariera reprezentacyjna
W reprezentacji Norwegii Aas zadebiutował 30 czerwca 1977 przegranym 1:2 towarzyskim meczu z Islandią. 25 października 1978 w przegranym 2:3 pojedynku eliminacji Mistrzostw Europy 1980 ze Szkocją strzelił pierwszego gola w kadrze. W latach 1977–1986 w drużynie narodowej rozegrał 30 spotkań i zdobył 2 bramki.